# محمدتقی دلفروز
محمد تقی دلفروز (متولد - شیراز ۱۳۵۲) مؤلف و مترجم آثار سیاسی، دارای مدرک دکتری  جامعه‌شناسی سیاسی  از دانشگاه تهران  (ایران) است.

## کتاب شناسی

### تالیف
- «دولت و توسعه اقتصادی؛ اقتصاد سیاسی توسعه در ایران و دولت‌های توسعه گرا» ، انتشارات آگاه.[۱]
- «بررسی زمینه‌های نظری و تاریخی همگرایی یا واگرایی در فدراسیون روسیه»، با الهه کولایی و دکتر رسول افضلی، انتشارات وزارت امور خارجه.[۲]

### ترجمه
- نش، کیت: «جامعه شناسی سیاسی معاصر؛ جهانی شدن، سیاست، قدرت»، تهران: انتشارات کویر[۳]
- دلاپورتا، دوناتلا و ماریو دیانی: مقدمه ای بر جنبش‌های اجتماعی، تهران: انتشارات کویر.
- «مطالعاتی نظری، تطبیقی و تاریخی در باب انقلاب ها»، ویراستار جک گلدستون، انتشارات کویر.
- «دولت در جامعه؛ چگونه دولت‌ها و جوامع یکدیگفر را متحول ساخته و شکل می‌دهند»، جوئل میگدال، انتشارات کویر.
- «شهروندی»، کیث فالکس، انتشارات کویر[۴]
- «تساهل در اسلام»، خالد ابوالفضل، انتشارات کویر.
- «دموکراسی و سنت‌های مدنی»، روبرت پاتنام، انتشارات جامعه شناسان[۵]
- "دایره المعارف بین المللی انتخابات"، سرویراستار ریچارد کاتز، نشر میزان.
- "رسانه‌ها و انتخابات"ریچارد کارور- ونسا ژوهانسون آلپرن"، انتشارات مرکز پژوهش‌های مجلس شورای اسلامی
- "احزاب و نامزدها"، مایا ترنستروم- لیندا ادربرگ، انتشارات مرکز پژوهش‌های مجلس شورای اسلامی[۶]
- «پول در سیاست؛ راهنمای جلوگیری از ورود پول‌های غیر قانونی به سیاست»، جنی وارد- مایکل پینتو دوشینسکی و هربرت الکساندر، انتشارات دانشگاه سیستان و بلوچستان
- «دموکراسی و حقوق بشر»، دیوید بیتام، انتشارات طرح نو[۷]
- «جامعه مدنی و دموکراسی در خاورمیانه»، جان اسپوزیتو- جیمز واتر بوری و دیگران، انتشارات جاوید[۸]
- اعتماد و سرمایه اجتماعی"، فران تونکیس، انتشارات پژوهشکده مطالعات فرهنگی و اجتماعی
- "دولت در جامعه؛ چگونه دولت ها و جوامع یکدیگر را متحول ساخته و شکل میدهند"، جوئل میگدال، انتشارات کویر، 1395
- جامعه شناسی سیاسی دنیای در حال جهانی شدن، مایکل دریک، انتشارات کویر، 1403

### مقالات
- دولت رانتیر و اسلام شیعی در انقلاب ایران[۹]
- تحلیل سیاست خارجی ایران در آسیای مرکزی[۱۰]

بررسی فرایند توسعه اقتصادی کره جنوبی در چارچوب الگوی دولت توسعه گرای غیر دموکراتیک